# Araneus ellipticus
Araneus ellipticus este o specie de păianjeni din genul Araneus, familia Araneidae. A fost descrisă pentru prima dată de Benoy Krishna Tikader și Bal, 1981. Conform Catalogue of Life specia Araneus ellipticus nu are subspecii cunoscute.